# اندلینگ

سودان پایانگر گونه در کرگدن سفید شمالی

اندلینگ (انگلیسی: Endling) آخرین فرد از یک گونه یا زیرگونه است که با مردن آن حضور و ادامهٔ آن گونهٔ جاندار به پایان می‌رسد.